# بين جونسون (لاعب كرة قاعدة أمريكي)
بين جونسون (بالإنجليزية: Ben Johnson)‏ هو لاعب كرة قاعدة أمريكي، ولد في 16 مايو 1931 في غرينوود في الولايات المتحدة.

## وصلات خارجية
- بين جونسون على موقع دوري كرة القاعدة الرئيسي (الإنجليزية)
- بين جونسون على موقعبيزبول رفرنس.كوم (الدوري الرئيسي) (الإنجليزية)
- بين جونسون على موقعبيزبول رفرنس.كوم (الدوري الثانوي) (الإنجليزية)